# زمان برونئی

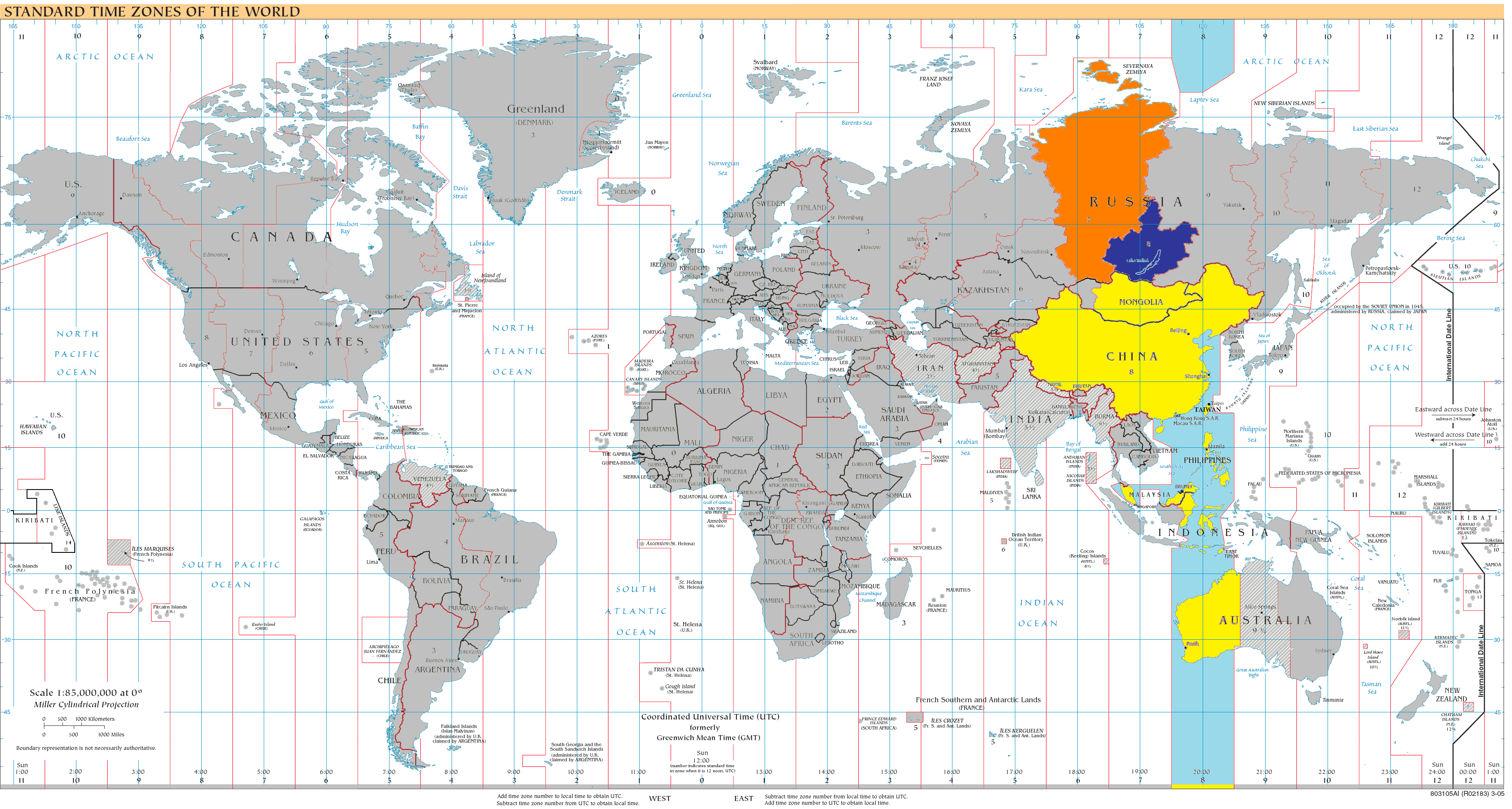
نقشه جهانی مناطق زمانی از سال 2008، بر روی طرح استوانه ای میلر و با منطقه UTC+8 برجسته. آبی تیره - UTC+8 در زمستان شمالی / تابستان جنوبی نارنجی - UTC+8 در تابستان شمالی / زمستان جنوبی زرد - UTC+8 در تمام طول سال آبی روشن - UTC+8 مناطق دریایی

زمان برونئی زمان استاندارد کشور برونئی است که گاهی با نام زمان دارالسلام شناخته می‌شود (BNT) (GMT+08:00). کشور برونئی در حال حاضر از زمان تابستانی پیروی نمی‌کند. برونئی با تایوان، چین، ماکائو، هنگ کنگ، مالزی، سنگاپور، فیلیپین، استرالیای غربی، اندونزی مرکزی، ایرکوتسک و بیشتر مغولستان منطقه زمانی یکسانی دارد.